# Македонски театрален фестивал „Войдан Чернодрински“
Македонският театрален фестивал „Войдан Чернодрински“ (на македонска литературна норма: Македонски театарски фестивал „Војдан Чернодрински“) е театрален фестивал, организиран в град Прилеп, днес Северна Македония. Провежда се веднъж годишно в началото на юни. Първото издание на фестивала е в 1965 година, когато Прилеп е все още във Федерална Югославия. Фестивалът през годините носи различни имена - Театрални игри, Фестивал на македонските театри. На него се връчват едноименните награди „Войдан Чернодрински“.